# Pałac San Anton
Pałac San Anton (ang. San Anton Palace; malt. Palazz ta’ San Anton u l-Gonna) – pałac w Attard na Malcie, oficjalna rezydencja prezydenta Malty.
Obiekt został wpisany na listę maltańskiego rejestru zabytków – National Inventory of the Cultural Property of the Maltese Islands pod numerem 01152.

## Historia
Pierwotnie zbudowany jako letnia willa dla Antoine de Paule około 1600 roku. Kiedy de Paule został wybrany Wielkim Mistrzem Zakonu Maltańskiego, pałac San Anton w latach 1623–1636 został przebudowany jako główna letnia rezydencja Wielkiego Mistrza. Powodem było dużo mniejsze oddalenie od stolicy niż dotychczasowa rezydencja mistrza w Verdala Palace w Siġġiewi. W następnych latach obiekt był używany przez kolejnych wielkich mistrzów zakonu, aż do momentu okupacji francuskiej (1798–1800). Pałac służył jako miejsce spotkań powstańców maltańskich, którzy wystąpili przeciwko Francuzom (zob. historia Malty).
Po 1800 roku, w czasie panowania brytyjskiego (zob. Malta – kolonia), pałac San Anton był rezydencją gubernatora, a od uzyskania niepodległości służy jako oficjalna rezydencja prezydenta.

## Architektura
Obiekt przechodził wielokrotne przebudowy, dobudowy i zmiany wystroju. W czasie użytkowania przez wielkich mistrzów zakonu został przebudowany z planu litery T na planie krzyża łacińskiego. Do pałacu należy także niewielka kaplica pw. Matki Bożej z Pilar zbudowana przez de Paule. Jej sufit ozdobiony jest herbami wielkich mistrzów Antonio Manoel de Vilhena, Manuel Pinto de Fonseca i Emmanuel de Rohan-Polduc. Pod rządami de Paule, pałac był zdobiony dziełami Nicolau Nasoni.

## Park

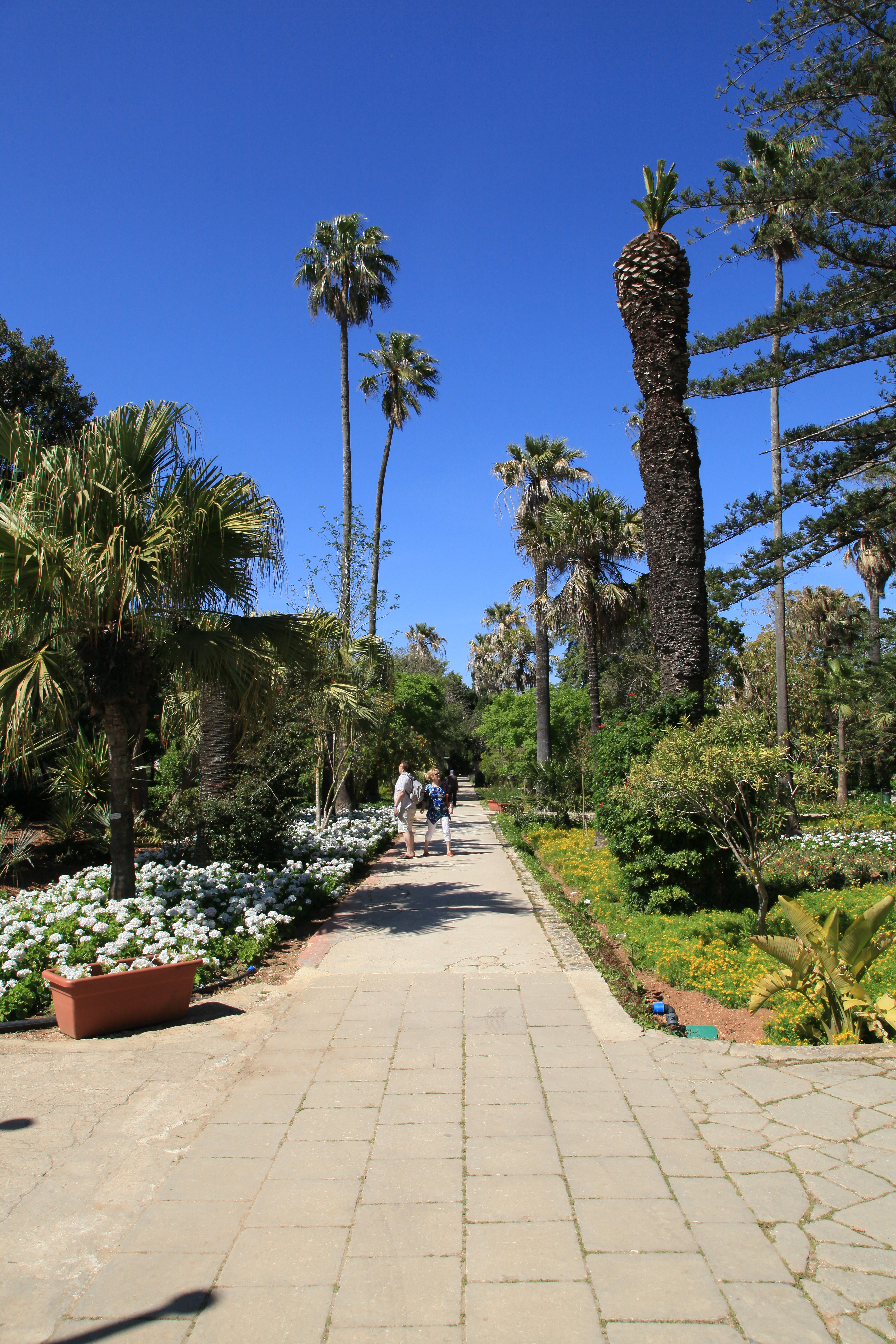
Część ogrodu

Pałac otoczony jest ogrodem – San Anton Gardens, zarówno prywatnym, jak i publicznym. Został on otwarty dla zwiedzających w 1882 roku. Są tam: alejki, stawy ozdobne, fontanny, rzeźby i ptaszarnia. Rośnie wiele gatunków drzew i roślin z całego świata, niektóre zostały zasadzone przez goszczące w pałacu głowy państw.